# Сашко, Татьяна Алексеевна
Татья́на Алексе́евна Сашко́ (род. 5 декабря 1937, Москва) — советская и российская певица, композитор, поэт-песенник. Бывшая жена и фактический продюсер композитора Давида Тухманова. Автор слов шлягера «Эти глаза напротив». Первая исполнительница тухмановских песен «Белый танец», «День Победы».

## Биография
Татьяна Сашко родилась в Москве 5 декабря 1937 года. Образование высшее: редактор массовой и политической литературы. Также окончила Всероссийскую Творческую мастерскую артистов эстрады по классу пения. Педагог — выдающийся певец Георгий Павлович Виноградов. 
В середине 1960-х годов вышла замуж за начинающего музыканта и композитора Давида Тухманова, получившего классическое образование, но начавшего сочинять эстрадную и молодёжную музыку. В середине 1960-х годов вместе с Любомиром Романчаком была солисткой ансамбля «Современник» Донецкой филармонии, которым руководил Тухманов, игравший на электрооргане. В состав ансамбля также входили Валерий Хабазин (гитара), Виктор Дегтярёв (бас-гитара) и Вячеслав Донцов (ударные). После конфликта Сашко с Юрием Петровым, который занимался в ансамбле аппаратурой, она и Тухманов покинули ансамбль. Затем некоторое время работала певицей в оркестре Эдди Рознера, а также в оркестре Олега Лундстрема.
Александр Градский, записавший две песни на первом диске-гиганте Д. Тухманова «Как прекрасен мир» (1972), так рассказывает о начальном периоде:
«Где-то в 1967 году мне необходимо оказалось ехать за аппаратурой в Донецкую область. Таня Сашко, Давид и еще три музыканта работали в коллективе от Донецкой филармонии. Мы друг другу помогли, а когда пришла пора ехать в Москву, связи дружеские остались, и тогда Давид предложил мне записать ряд вещей для диска „Как прекрасен мир“».
Для одной из песен, спетых Градским («Джоконда»), стихи написала Татьяна Сашко.
Она также записала для этой пластинки вместе с Юрием Антоновым (как бэк-вокалистка) песню Давида Тухманова на стихи Владимира Харитонова «Как прекрасен этот мир».
Татьяна Тухманова стала известна как поэтесса и певица Татьяна Сашко (под своей девичьей фамилией). Еще раньше, в 1970 году, она записала для маленькой пластинки песню Давида Тухманова на стихи Михаила Ножкина «Я люблю тебя, Россия». Татьяна Сашко записала песню «Белый танец» Д. Тухманова на стихи Игоря Шаферана к фильму «Эта весёлая планета», стала её первой исполнительницей. Она является и первой исполнительницей песни Давида Тухманова на стихи В. Г. Харитонова «День Победы», продюсером этой песни.
Ею написаны стихи к песням «Чернобровая дивчина» и «Избранник» на музыку Рудольфа Манукова, к песням Юрия Антонова «Отчего» и «Забыть бы». 
Знаменитая песня на стихи Татьяны Сашко «Эти глаза напротив» (музыка Давида Тухманова), известная в исполнении Валерия Ободзинского, любима и популярна до сих пор. Чем дальше эта песня удаляется от момента её создания, тем более она «обрастает» легендами и слухами, которые не имеют никакого отношения к создателям песни и её истории.

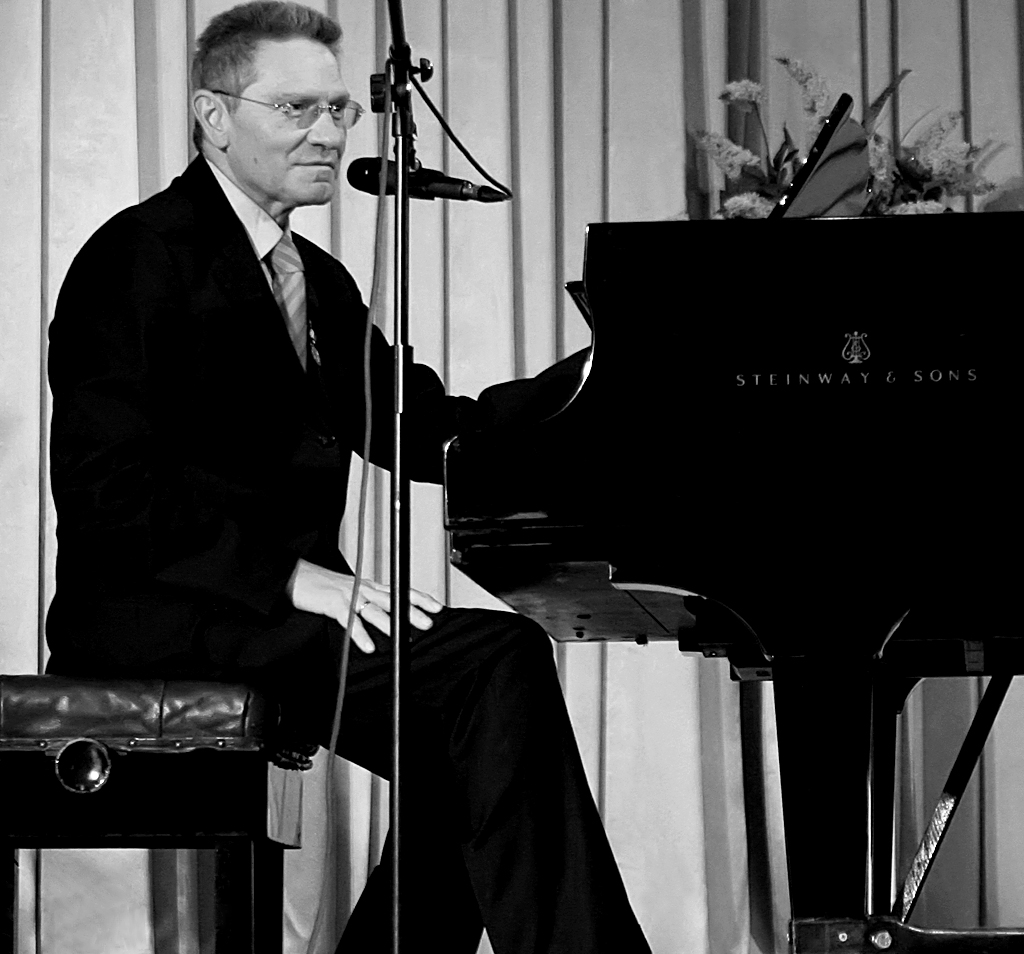
Давид Тухманов. 2007

В 1970-х годах, после начала композиторской славы Тухманова, Сашко стала не только его продюсером, но и представителем практически по всем вопросам, почти полностью огородив от внешнего мира. Именно с этим была связана слава Тухманова как закрытого и загадочного человека. В частности, Татьяна Сашко сама, играя на фортепиано, исполняла его новые произведения перед существовавшими в советское время худсоветами; ни один другой композитор в СССР себе такого не позволял.
Документально участие Татьяны Сашко в проектах совместно с супругом подтверждают обороты конвертов пластинок фирмы «Мелодия» (см. альбомы «По волне моей памяти» и «НЛО»), где чётко напечатано: «Литературный материал подобран Татьяной Сашко». Это пояснение редактор Владимир Рыжиков (фирма «Мелодия») дал неслучайно. Как писал Сергей Челяев, «я поражался чутью подобравшей лит. материал супруги композитора, поэтессы Татьяны Сашко…». Сам Тухманов признал: «Идея принадлежала моей первой жене Татьяне Сашко — она подбирала стихи».. Принимавший участие в записи альбома, исполнивший шлягер «Из вагантов» певец Игорь Иванов прямо сказал, что она «являлась продюсером всего музыкального материала, написанного в то время», почему-то не добавив «Тухманова» и не пояснив, кем написанного.
В 1986 году 49-летняя Татьяна Сашко впервые публично проявила себя как композитор. Музыка и стихи песни «Дом, в котором мы живём» написаны ей для Альберта Асадуллина, а также детского хора и оркестра. Ею написаны стихи (совместно с Лилией Виноградовой) и музыка песни «Звёздный сюжет» в одноимённой программе Валерия Леонтьева. (Поскольку произошло это после ее расставания с Тухмановым, возникли слухи об их совместном композиторском творчестве ранее).
Почти все певцы, работавшие с Тухмановым, сталкивались с жёстким продюсированием его жены. Игорь Иванов так описывал рабочую атмосферу записи песен Тухманова:
Татьяна играла огромную роль в творчестве Тухманова. Бывало, на записи звучит музыка, человек начинает петь, и вдруг Татьяна говорит Тухманову:

— Адик, это никуда не годится… Вот это место надо переделать.

— Таня, это невозможно.

— Адик, это никуда не годится… Это совсем плохо.

Давид Фёдорович садится и переделывает…
Нина Бродская, приглашённая для работы над альбомом «Как прекрасен мир», писала о своём личном опыте общения с Тухмановым и Сашко:
Однажды мне позвонила жена композитора Давида Тухманова, Татьяна Сашко, и попросила приехать к ним, чтобы послушать несколько песен для последующей записи их в новом альбоме под названием «Как прекрасен этот мир»…
Мне были предложены три песни. Я их выучила. Рабочий процесс был сложным и длинным по времени…

Адик Тухманов — одаренный, ищущий композитор, но спокойный, уравновешенный человек, что никак не сочеталось с характером его жены. Таня чётко знала, чего она хочет, и настаивала на выполнении своих требований от всех, кто с ним работал, во всяком случае, от меня. С одной стороны, такому человеку, как Адик, нужно было иметь рядом толкача вроде Тани. Но с другой, как мне кажется, — она иногда не вписывалась в стиль его жизни…
Николай Носков, который познакомился с Тухмановым в 1980 году и о котором Тухманов позже говорил, что он его «любит и очень высоко ставит», рассказывал о впечатлении от встречи со знаменитым композитором:
Он шифровался, никто не знал его телефона. Татьяна Сашко, его жена (она же была и продюсером, все тексты готовила она), она так его променеджерила — по-фирменному прямо: на него было голодание, никто его не мог достать.
Спустя двадцать с лишним лет после развода с Татьяной Сашко Тухманов на вопрос о её участии в его творчестве ответил уклончиво:
— Говорят, Сашко оказывала на ваше творчество большое влияние и являлась чуть ли не вашим продюсером, — это так?

— Нет, но в какой-то период она и вправду была очень заинтересована в общем успехе и как-то пыталась участвовать — во всяком случае, в организационном процессе.
О песенной карьере бывшей жены Тухманов высказался определённее:
…В своё время она пыталась стать певицей и делала для этого всё возможное. Не получилось…
Хотя Татьяна Алексеевна в середине 1970-х отказалась и от карьеры певицы, и от творчества поэта-песенника ради продюсирования своего мужа.
После развода с Татьяной Сашко Давид Тухманов женился вторично. Во время длительного отъезда Тухманова в Германию его вторая жена Наталья выписала его из пятикомнатной московской квартиры. Тухманов обратился в суд с иском против супруги, где его доверенным лицом была бывшая жена Татьяна Сашко.
Тем не менее сейчас Давид Тухманов не общается с Татьяной Сашко и с их дочерью — по причинам, которые он не считает возможным публично обсуждать.

### Семья
- Бывший муж — Давид Фёдорович Тухманов (р. 1940), советский и российский композитор.
  - Дочь[9] — Анастасия Давидовна Тухманова (р. 1974), закончила МГИМО, переводчик с английского языка, преподаёт в МПГУ.

## Поэт-песенник
- Эти глаза напротив (музыка Давида Тухманова) — исп. Валерий Ободзинский
- Джоконда (музыка музыка Давида Тухманова) — исп. Александр Градский
- Отчего (Юрий Антонов) — исп. ВИА «Весёлые ребята» (солист — Александр Лерман), Юрий Антонов
- Забыть бы (музыка Юрия Антонова) — исп. ВИА «Весёлые ребята» (солист — Александр Лерман; в более поздней версии партию бэк-вокала исполняла Алла Пугачёва), Юрий Антонов
- Чернобровая дивчина (музыка Рудольфа Манукова) — исп. ВИА «Весёлые ребята» (солист — Александр Лерман); ВИА «Самоцветы» (солист — Валентин Дьяконов)

## Композитор
- Дом, в котором мы живём (музыка и слова Татьяны Сашко) — исп. Альберт Асадуллин
- Звёздный сюжет (музыка Татьяны Сашко, слова Татьяны Сашко и Лилии Виноградовой) — исп. Валерий Леонтьев

## Исполнительница песен
- Россия («Я люблю тебя, Россия...») (Давид Тухманов — Михаил Ножкин)
- Белый танец (Давид Тухманов — Игорь Шаферан), первый исполнитель
- День Победы (Давид Тухманов — Владимир Харитонов), первый исполнитель (апрель 1975 года)
- Как прекрасен этот мир (Давид Тухманов — Владимир Харитонов) — пела вторым голосом с Юрием Антоновым